# Clevner
Clevner (auch: Klevner, lokal auch Clävner oder Klävner, von Cleven, dem früheren deutschen Namen von Chiavenna) ist eine Rebsortenbezeichnung mit folgenden lokal und regional unterschiedlichen Bedeutungen:
1. Im Schweizer Zürichseegebiet und im deutschen Baden: Blauer Spätburgunder, Spätburgunder;
2. im deutschen Württemberg: Blauer Frühburgunder;
3. in der badischen Ortenau: Gewürztraminer oder roter Traminer;
4. in Österreich, besonders der Steiermark: Weißer Burgunder, Weißburgunder, Pinot blanc;
5. im französischen Elsass: Weißer Burgunder, Pinot blanc;
6. in der Slowakei: Das Winzerdorf Radošina benutzt den Namen Klevner (Radošinský Klevner, frei übersetzt als Klevner aus Radošina) für seine Cuvée aus Grauburgunder (Pinot gris) und Weißburgunder (Pinot blanc). Der Wein (Jahrgang 1947) wurde bei der Krönung von Elisabeth II. ausgeschenkt.